# Lycoperdinella subcaeca
Lycoperdinella subcaeca là một loài bọ cánh cứng trong họ Endomychidae. Loài này được Champion mô tả khoa học năm 1913.